# Карякин, Андрей Иванович
Андрей Иванович Карякин (1894—1951) — советский военачальник, участник Гражданской и Великой Отечественной войн. Генерал-майор (1940). 

## Биография

Могила Карякина на Преображенском кладбище Москвы.

Андрей Иванович Карякин родился 16 октября 1894 года в селе Большая Таволожка (ныне — Пугачёвский район Саратовской области). 
В 1915 году призван в Русскую императорскую армию. Окончил школу прапорщиков, воевал на Первой мировой войне младшим офицером 354-го Николаевского пехотного полка 89-й пехотной дивизии. За храбрость произведён в подпоручики.
В мае 1919 года вступил в Рабоче-Крестьянскую Красную Армию. Участвовал в боях Гражданской войны, в том числе против антисоветски настроенных казаков и Добровольческой армии генерала А. И. Деникина. С 1919 года был командиром батальона, командиром полка и помощником начальника штаба 50-й стрелковой дивизии, был начальником штаба Левобережной группы войск Восточного фронта. С 1920 года воевал в 4-й стрелковой дивизии в составе 4-й армии Западного фронта, воевал против польских войск, был контужен. 
После окончания войны продолжил службу в Красной Армии. Служил в 4-й стрелковой дивизии: командир взвода, командир роты, помощник командира батальона 11-го Алма-Атинского полка, начальник штаба 11-го Туркестанского стрелкового полка. Участвовал в ликвидации басмаческих формирований в Средней Азии. С 1931 года — начальник 1-й (оперативной) части штаба 72-й Туркестанской стрелковой дивизии в Ленинградском военном округе, с июля 1937 — начальник штаба этой дивизии. С 1939 года — помощник командира 6-го стрелкового корпуса в Киевском Особом военном округе, с сентября 1939 — начальник штаба 35-го стрелкового корпуса. С декабря 1939 — начальник тыла Одесского военного округа. 4 июня 1940 года Карякину было присвоено воинское звание генерал-майор.
С июня 1941 года — на фронтах Великой Отечественной войны. Воевал на Южном, Брянском, Сталинградском и Северо-Кавказском фронтах. Сразу после начала войны назначен на должность заместителя по тылу командующего 9-й армией Южного фронта — начальником тыла армии. С мая 1942 года был на той же должности в 28-й армии Юго-Западного фронта. Затем был заместителем командующего по тылу войсками Брянского фронта — начальником тыла фронта, начальником тыла 4-й танковой армии, начальником тыла Северо-Кавказского фронта. Руководил материальным обеспечением всех соединений армии и фронта, возглавлял работы по выводу из окружения материальных баз и транспорта.
В июле 1943 года назначен на должность начальника штаба Управления тыла Авиации дальнего действия СССР. На этой должности проводил большую работу по организации передислоцирования тылов Авиации дальнего действия СССР. На завершающем этапе войны после переформирования АДД в декабре 1944 года он назначен начальником Управления тыла 18-й воздушной армии Военно-воздушных сил Красной Армии. Ведал координацией работы довольствующих отделов армии по обеспечению боевых соединений во время операций.
После окончания войны Карякин продолжил службу в Советской Армии. Был начальником тыла 1-й Краснознамённой армии. В феврале 1947 года уволен в отставку по болезни. 
Скончался 20 июля 1951 года, похоронен на Преображенском кладбище Москвы.
Был награждён орденом Ленина (21.02.1945), тремя орденами Красного Знамени (18.09.1943, 3.11.1944, ...), орденами Кутузова 2-й степени (18.08.1945) и Отечественной войны 1-й степени (19.08.1944), а также рядом медалей.

## Воинские звания
- Майор (17.02.1936)
- Полковник (17.02.1938)
- Комбриг (9.05.1940)
- Генерал-майор (4.06.1940)